# Sven Lindberg
För andra betydelser, se Sven Lindberg (olika betydelser).
Sven Lindberg, född 20 november 1918 i Engelbrekts församling, Stockholm, död 25 december 2006 i Maria Magdalena församling, Stockholm, var en svensk skådespelare. Under 65 år, mellan 1940 och 2005, medverkade Lindberg i hundratalet filmer och teaterpjäser. Han kom in på Dramatens elevskola 1940 och blev fast anställd på Dramaten 1973.

## Biografi
Sven Lindberg studerade vid internatskolan Lundsberg och var samtida elev med bland andra Carl Johan Bernadotte. Senare studerade han litteraturhistoria  och spelade på 1940-talet studentteater vid Stockholms högskola. Han kom in på Dramatens elevskola 1939. Hans genombrott på teaterscenen kom 1945 när han spelade Angeläget ärende på Nya Teatern i Stockholm. Han spelade på Dramaten första gången 1940 och blev fast anställd vid nationalscenen 1973. Totalt medverkade han i 73 uppsättningar på Dramaten, bland de många rollerna kan nämnas George i Vem är rädd för Virginia Woolf?, nazibödeln i Broder Eichmann och Argan i Den inbillade sjuke.
Han filmdebuterade i Elvira Madigan (1943). Vanligtvis fick han spela välartade unga män fram till Arne Mattssons Damen i svart (1958). Andra filmer där Lindberg haft framträdande roller är Jungfrun på Jungfrusund, Kvartetten som sprängdes (1950), När kärleken kom till byn (1950) och Picassos äventyr (1978). I den sistnämnda filmen spelade han doktor Albert Schweitzer, som blivit senil; bland annat misstar han Picasso för en kvinna och förlöser (efter bedövning med en reservoarpenna) en sko. För sin roll som den pensionerade hårfrisören Ragnar i Richard Hoberts Glädjekällan 1993 fick han Guldbaggen.
Sven Lindberg var en folkkär skådespelare och underhållare. Vid sidan av teatern var han också sångare. 1949–1955 sjöng han in ett 30-tal skivsidor. De mest populära blev Flickan i regnet, God natt Irene och Tennessee Waltz.
Han var också en stor humorist och skicklig komediskådespelare och medverkade i flera långkörare på privatteatrarna bland annat Thehuset Augustimånen som spelades 500 gånger på Intiman. Flera komediroller blev det hos Per Gerhard på Vasan där han medverkade i Mary Mary och Kaktusblomman. Till Vasan återkom han 1977 då han gjorde dundersuccé som Charleys Tant, en långkörare som spelades 247 gånger, och dessutom visades i TV. Han var också rösten till Skrotnisses bäste vän Bertil Enstöring i den kultförklarade TV-serien Skrotnisse och hans vänner.
I TV har han medverkat i bland annat Niklasons, Häpnadsväktarna och Rosenbaddarna. Sven Lindbergs sista teaterroll var som bonde i Riddartornet på Dramaten 2004. Han var sedan många år sommarboende i Skillinge i Skåne.
Lindberg är begravd på Norra begravningsplatsen i Stockholm.

### Privatliv
Sven Lindberg var under åren 1943-1973 gift med konstnären Ulla Waller Lindberg och fick med henne barnen Francisca, Angelica och Mikaela. Han gifte sig 1977 med Marianne von Baumgarten.

## Filmografi
- 1943 – Herre med portfölj
- 1943 – Flickan är ett fynd
- 1943 – Elvira Madigan
- 1944 – Vi behöver varann
- 1944 – Ett yrke för män (kortfilm)
- 1945 – Den allvarsamma leken
- 1945 – Svarta rosor
- 1945 – Trötte Teodor
- 1946 – Försök inte med mej ..!
- 1946 – Det glada kalaset
- 1946 – Barbacka

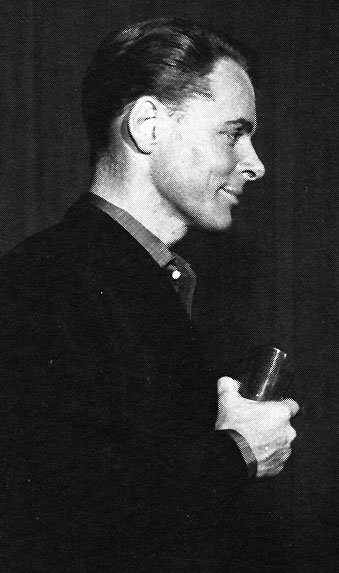
Sven Lindberg som Nestor i Irma la Douce på Scalateatern 1959.

- 1947 – En fluga gör ingen sommar
- 1948 – Banketten
- 1948 – Du har blivit krigsman
- 1948 – Musik i mörker
- 1948 – En svensk tiger
- 1949 – Flickan från tredje raden
- 1949 – Strong kille
- 1949 – Jungfrun på Jungfrusund
- 1950 – Kvartetten som sprängdes
- 1950 – När kärleken kom till byn
- 1950 – Stjärnsmäll i Frukostklubben
- 1950 – Frökens första barn
- 1950 – Två trappor över gården
- 1950 – Kyssen på kryssen
- 1951 – Dårskapens hus
- 1951 – Min vän Oscar
- 1951 – Alice i Underlandet
- 1952 – Han glömde henne aldrig
- 1952 – Kärlek
- 1952 – Foreign Intrigue (TV-serie)
- 1953 – Fartfeber
- 1953 – I dur och skur
- 1953 – I dimma dold
- 1953 – Resan till dej
- 1953 – Flickan från Backafall
- 1953 – Terras fönster nr 7
- 1954 – Gula divisionen
- 1955 – Männen i mörker
- 1955 – Kvinnodröm
- 1955 – Hoppsan!
- 1957 – Som man bäddar...
- 1957 – En minnesfest
- 1958 – Damen i svart
- 1958 – Kostervalsen
- 1958 – Musik ombord
- 1959 – Det svänger på slottet
- 1959 – Får jag låna din fru?
- 1959 – Den kära leken
- 1960 – Myteriet på Caine
- 1960 – Tärningen är kastad
- 1961 – Swedenhielms (TV-pjäs)
- 1961 – Lita på mej, älskling!
- 1963 – Kurragömma
- 1964 – Svenska bilder
- 1964 – Äktenskapsbrottaren
- 1965 – Nattmara
- 1965 – Niklasons (TV-serie)
- 1969 – Miss and Mrs. Sweden
- 1970 – Ett dockhem
- 1972 – The Day the Clown Cried
- 1972 – Katter
- 1973 – Robin Hood
- 1974 – Från A till Ö (TV-serie)
- 1975 – Lejonet och jungfrun
- 1976 – Ansikte mot ansikte
- 1976 – Asterix 12 stordåd
- 1977 – Bröderna (TV-serie)
- 1977 – Himmel och pannkaka (TV-serie)
- 1978 – Chez Nous
- 1978 – Picassos äventyr
- 1978 – En och en
- 1980 – Blomstrande tider
- 1981 – Sopor
- 1981 – Babels hus (TV-serie)
- 1985 – Skrotnisse och hans vänner (TV-serie)
- 1983 – Gustaf III
- 1984 – Björnen
- 1984 – Svenska folkets sex och snusk
- 1985 – Vem är rädd för Virginia Woolf?
- 1985 – Den tragiska historien om Hamlet – prins av Danmark (TV-serie)
- 1988 – Fyra dagar som skakade Sverige – Midsommarkrisen 1941 (TV-film)
- 1988 – Sommarens tolv månader
- 1988 – Folk och rövare i Kamomilla stad
- 1989 – Den inbillade sjuke (TV-film)
- 1990 – Rosenbaddarna (TV-serie)
- 1991 – Facklorna
- 1991 – Ålder okänd (TV-serie)
- 1992 – En indiansaga
- 1992 – Linnea i målarens trädgård
- 1993 – Glädjekällan
- 1993 – Morsarvet (TV-serie)
- 1994 – Öppna dörrar
- 1995 – Höst i paradiset
- 1995 – Love & Hate. European Stories
- 1996 – Stökiga Sara och 4 skojiga filmer till
- 1996 – Bakom mahognybordet
- 1997 – Spring för livet
- 1998 – Föreställningar om ett liv
- 1998 – Nattfågelns hjärta
- 1999 – Där regnbågen slutar
- 2000 – Födelsedagen
- 2002 – Staden
- 2004 – Annalisa och Sven
- 2005 – Asta Nilssons sällskap

### Regi
- 1952 – Han glömde henne aldrig
- 1958 – Musik ombord
- 1961 – Lita på mej, älskling!
- 1970 – Det finns en chans
- 1971 – Familjen Ekbladh (TV-serie)

### Producent i urval
- 1961 – Pärlemor
- 1961 – Änglar, finns dom?

## Teater

### Roller (ej komplett)
| År   | Roll                          | Produktion                                                                                     | Regi                    | Teater                                   |
| ---- | ----------------------------- | ---------------------------------------------------------------------------------------------- | ----------------------- | ---------------------------------------- |
| 1936 |                               | Herr Perrichons resa (Le voyage de M. Perrichon) Eugene Labiche                                | Alrik Kjellgren         | Beskowska skolan Gästspel på Nya Teatern |
| 1939 | Kammartjänaren                | Segraren (Sejren) Kaj Munk                                                                     | Sandro Malmquist        | Nya Teatern                              |
| 1942 | Sven                          | Beredskap Gunnar Ahlström                                                                      | Alf Sjöberg             | Dramaten                                 |
| 1942 | Pedersen                      | Swedenhielms Hjalmar Bergman                                                                   | Carlo Keil-Möller       | Dramaten                                 |
| 1943 | Prefekten                     | Kungen (Le roi) Robert de Flers, Emmanuel Arène och Gaston Arman de Caillavet                  | Rune Carlsten           | Dramaten                                 |
| 1944 | Dubois                        | Misantropen (Le misanthrope) Molière                                                           | Sam Besekow             | Nya Teatern                              |
| 1945 | Raoul Rossler                 | Angeläget ärende (Errand for Bernice) Jacques Deval                                            | Per-Axel Branner        | Nya Teatern                              |
| 1945 | Gustave                       | Kameliadamen (La Dame aux camélias) Alexandre Dumas d.y.                                       | Per-Axel Branner        | Nya Teatern                              |
| 1945 | Kapten Tim                    | Tobaksvägen (Tobacco Road) Jack Kirkland                                                       | Per-Axel Branner        | Nya Teatern                              |
| 1945 | Medverkande                   | Taggens varuhusrevy Georg Eliasson och Gösta Rybrant                                           | Per-Axel Branner        | Nya Teatern                              |
| 1945 | Fjodor Kulygin                | Tre systrar (Три сeстры, Tri sestry) Anton Tjechov                                             | Per-Axel Branner        | Nya Teatern                              |
| 1946 | Johannes                      | På tre man hand (Tre må man være) Jens Locher                                                  | Bengt Ekerot            | Nya Teatern                              |
| 1946 | Brett Charles                 | Svart kamrat (Deep Are the Roots) Arnaud d'Usseau och James Gow                                | Per-Axel Branner        | Nya Teatern                              |
| 1946 | Orfevs                        | Jag vill kärleken (Eurydice) Jean Anouilh                                                      | Per-Axel Branner        | Nya Teatern                              |
| 1947 | Paul Verrall                  | Född igår (Born Yesterday) Garson Kanin                                                        | Per-Axel Branner        | Nya Teatern                              |
| 1948 | Roland Maule                  | Fröjd för stunden (Present Laughter) Noël Coward                                               | Per-Axel Branner        | Nya Teatern                              |
| 1949 | Victor, en herde              | Yerma Federico García Lorca                                                                    | Per-Axel Branner        | Nya Teatern                              |
| 1950 | Edgar/Léon                    | Boboll (Bobosse) André Roussin                                                                 | Per-Axel Branner        | Nya Teatern                              |
| 1953 | Philip Sturgess               | Flodlinjen (The River Line) Charles Morgan                                                     | Per-Axel Branner        | Nya Teatern                              |
| 1954 | Sakini                        | Thehuset Augustimånen (The Teahouse of the August Moon) John Patrick                           | Stig Olin               | Intiman                                  |
| 1956 | François Saint-Faust          | Min man har komplex (Le Complexe de Philémon) Jean Bernard-Luc                                 | Sture Lagerwall         | Intiman                                  |
| 1956 | Brick                         | Katt på hett plåttak (Cat on a Hot Tin Roof) Tennessee Williams                                | Per Gerhard             | Vasateatern                              |
| 1958 | Claude Masure                 | Bäddat för tre (Monsieur Masure) Claude Magnier                                                | Stig Olin               | Vasateatern                              |
| 1959 | Nestor le Fripé               | Irma la Douce Alexandre Breffort och Marguerite Monnot                                         | Åke Falck               | Scalateatern                             |
| 1961 | Curt-Ivar Dahlgren, entomolog | Gungstolen Hasse Ekman                                                                         | Hasse Ekman             | Intiman                                  |
| 1962 | Christopher                   | Resan (Le voyage) Georges Schehadé                                                             | Alf Sjöberg             | Dramaten                                 |
| 1963 | Bob McKellaway                | Mary Mary Jean Kerr                                                                            | Per Gerhard             | Vasateatern                              |
| 1963 | Christoforou                  | Se men inte höra (The Private Ear/The Public Eye) Peter Shaffer                                | Hasse Ekman Gösta Ekman | Intiman                                  |
| 1964 | Wictor Sparf, apotekare       | Apoteket Sparven Hasse Ekman                                                                   | Hasse Ekman             | Intiman                                  |
| 1966 | Julien                        | Kaktusblomman (Fleur de cactus) Pierre Barillet och Jean-Pierre Grédy                          | Per Gerhard             | Vasateatern                              |
| 1968 | Victor Franz                  | Priset (The Price) Arthur Miller                                                               | Per Gerhard             | Vasateatern                              |
| 1969 | Greg                          | Garden Party (Relatively Speaking) Alan Ayckbourn                                              | Stig Olin               | Vasateatern                              |
| 1969 | Allan Felix                   | En gång till, Sam! (Play It Again, Sam) Woody Allen                                            | Stig Olin               | Intiman                                  |
| 1970 | Edwin Ronald                  | Csardasfurstinnan (Die Csárdásfürstin) Emmerich Kálmán, Leo Stein och Béla Jenbach             | Isa Quensel             | Oscarsteatern                            |
| 1971 |                               | Gröna hissen (Fair and Warmer) Avery Hopwood                                                   | Isa Quensel             | Maximteatern                             |
| 1972 | Mel Edison                    | Fången på Andra avenyn (The Prisoner of Second Avenue) Neil Simon                              | Per Gerhard             | Vasateatern                              |
| 1973 | Julien                        | Kaktusblomman (Fleur de cactus) Pierre Barillet och Jean-Pierre Grédy                          | Per Gerhard             | Vasateatern                              |
| 1975 | Medverkande                   | Staden spelar upp! Carl Zetterström                                                            | Lars Amble              | Dramaten                                 |
| 1976 | Göran Persson                 | Gud bevare omgivningen när en människa får en idé Stig Ossian Ericson                          | Per Sjöstrand           | Dramaten                                 |
| 1976 | Wirén                         | Chez nous Per Olov Enquist och Anders Ehnmark                                                  | Lars Göran Carlson      | Dramaten                                 |
| 1977 | Lord Fancourt Babberley       | Charleys tant (Charley's Aunt) Brandon Thomas                                                  | Per Gerhard             | Vasateatern                              |
| 1980 | George Schneider              | Vågar vi älska (Chapter Two) Neil Simon                                                        | Per Gerhard             | Vasateatern                              |
| 1986 | Röst                          | Vändpunkt noll Michael Druker                                                                  | Richard Looft           | Teater Förlåt                            |
| 1988 | Dr David Mortimore            | Det stannar i familjen (It Runs in the Family) Ray Cooney                                      | Brian Howard            | Folkan                                   |
| 1992 | Mustafa Trollkarlen Sultanen  | Aladdin eller Den underbara lampan (Aladdin, eller Den forunderlige Lampe) Adam Oehlenschläger | Richard Looft           | Dramaten                                 |
| 1997 | En man                        | Körsbärsträdgården (Вишнёвый сад, Visjnjovyj sad) Anton Tjechov                                | Peter Langdal           | Dramaten                                 |
| 2000 | Kammarherre Kaspersen         | Vildanden Henrik Ibsen                                                                         | Stefan Larsson          | Dramaten                                 |
| 2003 |                               | Fritänkaren August Strindberg                                                                  | Richard Turpin          | Strindbergs Intima Teater                |

### Regi
| År   | Produktion                      | Upphovsmän                                                          | Teater                                       |
| ---- | ------------------------------- | ------------------------------------------------------------------- | -------------------------------------------- |
| 1948 | Henne vi glömmer: Krista Krista | Knud Sønderby Översättning Sven Lindberg                            | Nya Teatern                                  |
| 1949 | Edward, min son Edward, My Son  | Robert Morley och Noel Langley                                      | Blancheteatern                               |
| 1956 | Ninotchka                       | Melchior Lengyel och Marc-Gilbert Sauvajon                          | Riksteatern                                  |
| 1957 | Ninotchka                       | Melchior Lengyel och Marc-Gilbert Sauvajon Översättning Sven Stolpe | Intiman                                      |
| 1972 | Privatkiv Private Lives         | Noël Coward Översättning Lennart Lagerwall                          | Lisebergsteatern                             |
| 1978 | Karlsson på taket               | Astrid Lindgren                                                     | Folkan Regi tillsammans med Staffan Götestam |

## Radioteater

### Roller
| År   | Roll          | Produktion                          | Regi        |
| ---- | ------------- | ----------------------------------- | ----------- |
| 1944 | Anders, dräng | Auktion Josef Briné och Nils Ferlin | Lars Madsén |

## Priser och utmärkelser
•  1958 - Anders de Wahl-stipendiet
- 1978 – Karl Gerhards hederspris
- 1985 – O'Neill-stipendiet
- 1985 – Svenska Dagbladets Thaliapris
- 1986 – Gösta Ekman-stipendiet
- 1986 – Litteris et Artibus
- 1993 – Guldbaggen för bästa manliga huvudroll i Glädjekällan
- 2000 – Svenska Akademiens teaterpris